# Підводні човни типу XVII
Підводні човни типу XVII (нім. U-Boot-Klasse XVII) — клас військових кораблів малих прибережних дизель-електричних підводних човнів, які використовували випробувану пероксидну силову установку, що забезпечувала поєднання незалежної від повітря тяги і високої швидкості занурення.

## Історія
Підводні човни першої партії, за проєктом «Wa 201», U-792 і U-793 було побудовано кораблебудівною фірмою Blohm + Voss і включено до складу флоту в жовтні 1943 року. Ці човни розвивали швидкість до 20,25 вузла у підводному положенні. Два інші підводні човни, U-794 і U-795, за проектом «Wk 202», були побудовані на судноверфі Germaniawerft і включені до складу флоту у квітні 1944 року.
У березні 1944 року підводний човен U-793 з адміралом Карлом Деніцем на борту розвинув швидкість 22 вузли при русі під водою. А в червні 1944 підводний човен U-792 розвинув швидкість в 25 вузлів.
Тим не менш, підводні човни типу XVIIA мали низку механічних проблем, низьку ефективність, були важкі в управлінні на великій швидкості, а при зануренні на глибину втрачали частину своєї потужності.
4 січня 1943 року командування Крігсмаріне замовило 24 підводні човни типу XVII.
Будівництво підводних човнів модифікованого типу XVII (підтип XVIIB) було розпочато кораблебудівною фірмою Blohm & Voss у Гамбурзі. Підводні човни типу XVIIB, на відміну від типу XVIIA, мали всього один двигун Вальтера. Початкове замовлення було на будівництво 12 підводних човнів типу XVIIB (U-1405…U-1416), але Blohm & Voss вже мали замовлення на будівництво підводних човнів типу XII і важко справлялися з цим замовленням, тому початкове замовлення скоротили до 6 підводних човнів.
Паралельно відбулося замовлення дещо поліпшеного проєкту — 12 човнів підтипу XVIIG (U-1081…U-1092). Будівництво мало відбутися на судноверфі «Germaniawerft» у Кілі, але жоден з них так і не був побудований.
Проєкт підводних човнів типу XVIIE («Elektro» — електричний) передбачав заміну двигуна Вальтера на потужніший електродвигун і установку додаткових батарей, але у зв'язку з тим, що схожі проєкти човнів (типи XXI і XXIII) вже існували й роботи над ними велися, роботи над човнами підтипу XVIIE було припинено.
Також існував проєкт підводних човнів підтипу XVIIK, який використовував систему Вальтера для дизельних двигунів закритого циклу, застосовуючи чистий кисень із бортових резервуарів. Головною перевагою цього проєкту було те, що він давав змогу не залежати від поставок пергідролю. 3 експериментальні підводні човни цього типу, без озброєння, було закладено на верфі «Deutsche Werke AG» у Кілі 1944 року. Єдиний підводний човен (U-798) цього типу спустили на воду 1945 року, але, він так і залишився недобудованим, у травні 1945 року його підірвали.

## Список підводних човнів типу XVII
Тип XVIIA
Wa 201 — Blohm & Voss, Гамбург
- U-792
- U-793

Wk 202 — «Germaniawerft», Кіль
- U-794
- U-795

Type XVIIB — Blohm & Voss, Гамбург
- U-1405
- U-1406
- U-1407
- U-1408-U-1410 — на момент закінчення війни будівництво не завершено
- U-1411-U-1416 — контракт скасовано до початку будівництва